# Ibas d'Édesse
Ibas fut évêque d'Édesse de 435 à 457.

## Biographie
Il professait à l'École des Perses et était un partisan de Nestorius. Il succéda à Rabbula en 435.
On lui doit les premières traductions en syriaque des œuvres de Diodore de Tarse et de Théodore de Mopsueste. Rabbula avait condamné ces ouvrages et en avait fait brûler des exemplaires. Ibas devenu évêque, le nestorianisme trouva la voie libre en Mésopotamie, et la lettre que le nouvel évêque avait adressée, en 433, à Mari, évêque de Hardashir en Perse, en encouragea la propagande chez les Syriens orientaux.
Attaqué au sujet de cette lettre aux conciles de Tyr et de Beyrouth, Ibas fut acquitté, mais au second concile d'Éphèse dit le Brigandage d'Éphèse, en 449, il fut compris avec son neveu Daniel, évêque de Harran, dans la condamnation qui frappa Flavien de Constantinople, Domnus II, patriarche d'Antioche, Irénée de Tyr, Eusèbe de Dorylée, Sophronius de Tella et Théodoret de Cyr. lbas fut déposé et remplacé à Édesse par Nonnus.
Son exil ne dura que deux ans ; après le concile de Chalcédoine de 451, qui était principalement dirigé contre Eutychès et les Monophysites, Ibas revint sur son siège épiscopal où il demeura en paix jusqu'à sa mort, survenue le 28 octobre 457.
La mort d'Ibas occasionna l'expulsion d'Édesse de ses partisans, qui enseignaient ou étudiaient à l'École des Perses, mais l'école ne fut définitivement fermée qu'en 489, par ordre de l'empereur Zénon. 
Les noms des exilés nous sont fournis par la lettre de l'évêque monophysite Siméon de Beit-Arscham, écrite vers 510, et qui est le document le plus ancien sur la propagation du nestorianisme en Perse. Il nomme parmi les habitants d'Édesse qui se retirèrent sur le territoire perse, où ils jouirent de la faveur de l'empereur Péroz Ier : Acacius, Barsauma, Mana, Abschouta, Jean le Garaméen, Mikt, Paul fils de Kaki, Abraham le Mède, Narsaï, Ézalia. Presque tous devinrent évêques en Perse.
Un siècle plus tard, on reprocha à Ibas sa lettre à Mari, qui le fit considérer comme partisan de Nestorius. C'est l'un des trois écrits de la controverse des "Trois chapitres" condamnés au deuxième concile de Constantinople, en 553, sous Justinien.

## Œuvres conservées
Le Catalogue d'Ébedjésu attribue à Ibas : un commentaire sur les Proverbes, des homélies, des hymnes et une controverse avec un hérétique. On lui connaît également une version des commentaires de Théodore de Mopsueste effectuée avec ses disciples peu de temps après la mort de ce dernier. 
Il contribua également à la traduction du grec en syriaque, avec Koumi et Probus, des Livres de l'Interprète de Théodore de Mopsueste ; à lui peut être attribuée la plus ancienne des traductions de l'Isagogé de Porphyre.